# Делень-Обиршіє
Делень-Обиршіє, Делені-Обиршіє (рум. Deleni-Obârșie) — село у повіті Алба в Румунії. Адміністративно підпорядковане місту Блаж.
Село розташоване на відстані 254 км на північний захід від Бухареста, 21 км на схід від Алба-Юлії, 78 км на південь від Клуж-Напоки, 144 км на захід від Брашова.

## Населення
За даними перепису населення 2002 року у селі проживали 4 особи.